# Phaonia semilunara
Phaonia semilunara är en tvåvingeart som beskrevs av Feng 2000. Phaonia semilunara ingår i släktet Phaonia och familjen husflugor.
Artens utbredningsområde är Sichuan (Kina). Inga underarter finns listade i Catalogue of Life.